# Шмитт, Генрих
Генрих Леопольд Шмитт (пол. Henryk Schmitt; 5 июля 1817 — 16 октября 1883) — польский историк и публицист.

## Биография
В 1836—1838 годах учился в гимназии во Львове (Лемберге), затем изучал финансовое дело и право, получив степень в области последнего. Сын немца, переселившегося в Галицию и женившегося на польке, он проникся польским патриотизмом и принимал самое деятельное участие в польском революционном движении сороковых годов, за что австрийские власти подвергали его два раза тюремному заключению (в 1841 и 1846 годах).
В 1850—1857 годах был библиотекарем в Лемберге. Восстание 1863—1864 годов также увлекло Шмитта, и он вынужден был жить некоторое время в Париже. В Галицию вернулся в 1867 году. Убеждённый демократ, Шмитт оценивал иногда исторические события с точки зрения своих политических воззрений.

## Издания
Важнейшие его сочинения: «Rys dziejow narodu polskiego» (Львов, 1854—1855); «Rokosz Zebrzydowskiego» (там же, 1858); «Pogląd na žywot i pisma H. Kołłątaja» (ib., 1862); «Dzieje Polski XVIII i XIX wieku» (Краков, 1866—67); «Dzieje porozbiorowe Polski» (2 издания, Львов, 1894).